# Krajná kopa
Krajná kopa (polsky Skrajna Turnia, maďarsky Szélső-torony, německy Randturm, 2097 m n. m.) je první vrchol v hlavním hřebeni Vysokých Tater směrem od západu. Nachází se mezi Ľaliovým a Krajným sedlem a prochází jím slovensko-polská státní hranice. Hora je tvořena žulou. Na jižní (slovenské) straně spadá poměrně mírným travnatým svahem do doliny Kamenná Tichá. Naopak na severní (polské) straně spadá strmými srázy (až 270 m) do Gąsienicové doliny.
Z vzácných rostlin se zde vyskytuje například koniklec jarní (Pulsatilla vernalis), psineček alpský (Agrostis alpina) nebo kociánek karpatský (Antennaria carpatica).

## Přístup
Vrchol Krajné kopy se nachází asi 25 m od trasy červeně značené hřebenovky (úsek Ľaliové sedlo – Svinické sedlo).